# Kiều nữ và đại gia
Kiều nữ và đại gia là một bộ phim truyền hình được thực hiện bởi Hãng phim Hành Tinh Xanh cùng Hãng phim truyện Việt Nam do Nguyễn Duy Võ Ngọc làm đạo diễn. Phim phát sóng vào lúc 22h30 từ thứ 5 đến Chủ Nhật hàng tuần bắt đầu từ ngày 26 tháng 1 năm 2008 và kết thúc vào ngày 16 tháng 3 năm 2008 trên kênh HTV9.

## Nội dung
Kiều nữ và đại gia kể về số phận của ba cô gái Diễm Kiều (Lý Nhã Kỳ), Phương Hồng (Ngọc Lan) và Quỳnh Hoa (Thùy Lâm). Vốn là những cô gái quê có gia cảnh khốn khó, tuy đều thiếu thốn vật chất nhưng họ lại có thừa sắc đẹp. Không cam tâm chấp nhận số phận, ba cô gái xinh đẹp quyết định lên Sài Gòn đổi đời, tự khoác lên mình một vẻ ngoài sành điệu, sang trọng để được gọi là "kiều nữ". Và các kiều nữ đã bắt đầu mở một chiến dịch "săn đại gia"...

## Diễn viên
- Lý Nhã Kỳ trong vai Diễm Kiều[7]
- Ngọc Lan trong vai Phương Hồng[7]
- Thùy Lâm trong vai Quỳnh Hoa[7]
- NSƯT Chí Trung trong vai Bình Bia
- Khương Thịnh trong vai Tuấn Hotel
- Thanh Hoàng trong vai Tú Martel
- Thái Thành trong vai Thìn

Cùng một số diễn viên khác...

## Ca khúc trong phim
Bài hát trong phim là ca khúc "Thiên đường đánh mất" do Thùy Lâm thể hiện.

## Sản xuất
Bộ phim là tác phẩm đầu tay của Hãng phim Hành Tinh Xanh phối hợp cùng Hãng phim truyện Việt Nam và HTV (chịu trách nhiệm phát sóng) sản xuất. Kịch bản phim dài 30 tập, được chuyển thể từ loạt phóng sự nhiều kỳ trên báo Pháp Luật Thành phố Hồ Chí Minh với tựa đề "Kiều nữ săn đại gia" của tác giả Nguyễn Minh Chí; ông cũng kiêm cả biên kịch bộ phim. Nguyễn Duy Võ Ngọc, người cầm trịch vai trò đạo diễn, cho biết phim chỉ giữ lại "khoảng 65 - 70% so với nguyên bản [...] sẽ làm bớt đi tính chính luận và tăng chất hài hước trong phim", nói thêm rằng "đó sẽ là những tiếng cười rất đau [...] về cách sống và quan niệm sống trong xã hội hiện nay". Ba vai diễn chính trong phim lần lượt do Lý Nhã Kỳ, Ngọc Lan và Thùy Lâm đảm nhận. Bộ phim được khởi quay từ tháng 7 năm 2007 và hoàn thiện khâu hậu kỳ vào tháng 1 năm 2008, với kinh phí 4 tỷ đồng.
Buổi họp báo ra mắt phim đã tổ chức tại Thành phố Hồ Chí Minh vào ngày 11 tháng 1 năm 2008. Kiều nữ và đại gia là bộ phim truyện truyền hình Việt Nam đầu tiên mở màn cho giờ vàng phim Việt về khuya của nhà đài HTV. Ngoài phát sóng trên truyền hình, bộ phim cũng được chiếu trực tuyến thông qua trang web của báo Tuổi Trẻ, do công ty truyền thông Gia Việt cung cấp bản quyền.

## Đón nhận
Ngay từ thời điểm họp báo, bộ phim đã nhận về những ý kiến đánh giá, phán đoán tác phẩm sẽ "thu hút nhiều khán giả". Tiêu đề của phim cũng được nhận xét là "chỉ nghe tên đã tạo chú ý" và "vô cùng hấp dẫn". Trong suốt thời gian phát sóng, Kiều nữ và đại gia đã thành công "thu hút đông đảo khán giả", được cho là vì kịch bản mới lạ, lời thoại tự nhiên chân thực cùng diễn xuất của dàn diễn viên chính. Chuyên trang 2Sao của báo VietNamNet nhận định phim đã "mang lại làn gió mới cho phim Việt". Bộ phim đã đóng vai trò là xuất phát điểm cho ba diễn viên chính của phim gặt hái được nhiều thành công về sau này và là vai diễn giúp Lý Nhã Kỳ "nổi lên như cồn", đánh dấu bước ngoặt trong sự nghiệp diễn xuất của cô sau nhiều năm đóng phim nhưng không được chú ý. Nhân vật do nữ diễn viên thủ vai được khen ngợi là "xinh đẹp, sắc sảo [...] lọc lõi nhưng lại ẩn chứa một tình yêu nồng nhiệt".
Sau khi tập cuối phim lên sóng, báo Người lao động đã ra bài phê bình chung, trong đó đánh giá Kiều nữ và đại gia là "một "mở hàng" khá thành công cho giờ phim mới", nhận xét tác phẩm đã "đáp ứng được nhu cầu giải trí đơn thuần của khán giả", đồng thời ghi nhận diễn xuất của ba diễn viên chính khi đã "tốt hơn nhiều" so với các bộ phim trước đó từng tham gia, cho rằng đạo diễn biết "chọn mặt gửi vàng". Dù vậy, bài viết vẫn chỉ ra những thiếu sót tồn đọng trong phim như "khai thác chưa sâu sắc", cách truyền tải thông điệp còn "khó hiểu" và những lỗ hổng trong tình huống và xây dựng nhân vật. Bộ phim cũng gây nên những ý kiến tranh cãi khi bị cho là có nhiều cảnh "nóng", "hở hang" quá mức.

## Giải thưởng
| Năm  | Giải thưởng    | Hạng mục                               | (Người) đề cử | Kết quả   | Tham khảo     |
| ---- | -------------- | -------------------------------------- | ------------- | --------- | ------------- |
| 2008 | Giải Cánh diều | Phim truyện truyền hình                | —             | Bằng khen | [ 22 ] [ 23 ] |
| 2009 | HTV Awards     | Nữ diễn viên chính được yêu thích nhất | Lý Nhã Kỳ     | Đề cử     | [ 24 ] [ 25 ] |